# Räddningsstation Trelleborg
Räddningsstation Trelleborg är en av Sjöräddningssällskapets räddningsstationer.
Räddningsstation Trelleborg ligger vid fiskekajen i Nyhamnens sydvästra hörn i Trelleborg. Den inrättades 1987 efter det att lotsstationen Trelleborg stängts, och har 21 frivilliga. 
Dess första båt var den 13,5 meter långa räddningskryssaren Emanuel Högberg. Den ersattes 1989 av den 17,2 meter långa räddningskryssaren Tönnes, som var för stor för Skåres hamn. Tönnes ersattes i sin tur av den 27,2 meter långa, men fortfarande långsamma, räddningskryssaren Hans Hansson 1992, såld 1997. Hon var Sveriges största sjöräddningskryssare och hade ombord också den 5,2 meter långa ribbåten Elsa H, som tillförts räddningsstationen år 1988. Efter Tönnes var Räddningskryssaren N.A. Båth tillfälligt placerad i Trelleborg, fram till 1999, då stationen tillförs den 13,5 meter långa och snabba räddningsbåten Göran, som utrangerats av Sjöfartsverket.
Som en mindre och snabbare räddningsbåt kompletterade 1994 räddningsbåten Rescue Gunnel Larsson räddningsstation Trelleborg. Hon var den första båten i Sjöräddningssällskapets nya klass av 8,4 meter långa vattenjetbåtar av Gunnel Larssonklass.

## Räddningsfarkoster
- Rescue Eric Westerström av Victoriaklass, byggd 2008
- 8-20 Rescue Skåre, en 8,4 meter lång öppen räddningsbåt av Gunnel Larssonklass, byggd 2007. Denna båt kom till stationen 2013 och ersatte då Rescue Gunnel Larsson av samma räddningsbåtklass.
- 3-38 Rescuerunner Greta Kock, tillverkad 2008

## Tidigare räddningsfarkoster
- 16-03 Rescue Elsa Johansson, ett 15 meter långt räddningsfartyg med 25 tons deplacement, byggt 1997. Hon överflyttades 2008 från Räddningsstation Sölvesborg och ersatte då 12-metersbåten Rescue Lovisa Åstrand , som varit stationerad på stationen sedan 2002.